# Stanisław Tomasz Nowakowski
Stanisław Tomasz Nowakowski (ur. 11 stycznia 1888 we wsi Sosnówka koło Kamieńca Podolskiego, zm. 10 lub 11 marca 1938 w Poznaniu) – polski geograf, profesor Uniwersytetu im. Adama Mickiewicza w Poznaniu. Zajmował się głównie geografią społeczno-ekonomiczną.

## Życiorys
Był synem Józefa Nowakowskiego, tamtejszego oficjalisty dworskiego, i Marii Paszkiewicz. W 1907 w Saratowie uzyskał maturę, w tym samym roku rozpoczął studia ekonomiczne na Wyższych Kursach Handlowych w Kijowie (od 1908 Kijowski Instytut Handlowy), które zakończył w 1916. W latach 1911–1917 odbył podróże do Japonii, gdzie badał rolnictwo i problemy polityczne oraz ekonomicznej ekspansji Japonii na Dalekim Wschodzie i Pacyfiku. Napisał wówczas prace: Sielskoje chozjajstwo sowremiennoj Japoni (Kijów 1913) oraz Panamskij Kanał i jego mirowoje znaczenije (Kijów 1915). Na podstawie prac został powołany w 1917 w kijowskim Instytucie Handlowym na stanowisko kierownika katedry geografii ekonomicznej. Po kilku miesiącach udał się ponownie do Japonii i stąd wyjechał do Stanów Zjednoczonych, gdzie osiedlił się w Chicago. Na Uniwersytecie Yale (w New Haven) pod kierunkiem E. Huntingtona napisał rozprawę doktorską Klimat Syberii oraz mianowany został profesorem geografii ekonomicznej na Uniwersytecie Clarka (w Worcester), a w 1922 przyjechał z misją naukową do Polski. Po powrocie do Stanów Zjednoczonych założył Towarzystwo Przyjaciół Kultury Polskiej.
Po raz drugi przybył do Polski z amerykańską misją rządową w 1923 i wówczas postanowił pozostać w kraju. Osiedlił się na stałe w Poznaniu i tam w 1924 powołano go na stanowisko kierownika Katedry Geografii Gospodarczej na Uniwersytecie Poznańskim w charakterze profesora zwyczajnego. Dwa lata później podjął pracę także w Wyższej Szkole Handlowej w Poznaniu. Choć sympatyzował z ZSRR i komunizmem, nie uczestniczył w życiu politycznym. Był  wrażliwy na nędzę ludzką, zaznawszy w młodości niedostatku, pomagał młodzieży uniwersyteckiej.
W Poznaniu wydał w latach 1929–1930 monumentalną Geografię gospodarczą Polski Zachodniej (t. 1-2). Pod wpływem dzieł klasyków marksizmu i radzieckiej literatury światopoglądowej sam stał się marksistą. W teoretycznej rozprawie Marksizm a geografia gospodarcza (1928) dał temu wyraz po raz pierwszy, a zawarte w niej poglądy rozwinął później w swym największym dziele Geografia jako nauka, które opublikowano w latach 1934–1935 w Wielkiej geografii powszechnej. Ukazało się w niej również w latach 1936–1938 jego ostatnie dzieło Związek Socjalistycznych Republik Radzieckich, które wzbogaciło polską literaturę geograficzną na temat ZSRR.
Pochowany został na cmentarzu ewangelickim na Górczynie, a jego pogrzeb przekształcił się w wielką manifestację polityczną. Wziął ślub w 1918, jego żona Zofia była lekarką. Pozostała w Stanach Zjednoczonych.